# Skupina OHO
OHO je slovenska konceptualna umetniška skupina, povezana z mednarodnim konceptualističnim gibanjem, ki je delovala v letih 1966 do 1971. Ime je dobila po geslu na zaščitnem ovitku likovno-literarne mape, ki sta jo 1966 izdaja Iztok Geister in Marko Pogačnik. Poleg likovnikov je združevala tudi literate in druge ustvarjalce. Na osnovi knjižnih publikacij, ki so izhajale iz avsiovizualnih percepcij, se je 1969-71 izoblikovalo jedro skupine. Najpomembnejši člani skupine so bili Marko Pogačnik, Milenko Matanovič, David Nez in Andraž Šalamun, med sodelavci pa poleg Geistra še Marika Pogačnik, Tomaž Brejc, Marjan Ciglič, Srečo Dragan, Aleš Kermauner, Franci Zagoričnik, Naško Križnar, Tomaž Šalamun, Matjaž Hanžek, Jiři Bezlaj idr.). Ohojevci so govorili o verbi-voko-vizualizaciji. Od tod tudi izbira imena, ki je kombinacija dveh krnitev, oko in uho (OKO + UHO = OHO). Za OHO je značilen način ready made, kjer predmetu odvzamemo prvotno funkcijo in mu dodelimo novo. Do 1968 je bila njihova dejavnost prepletena z reizmom (sodelovanje s F. Zagoričnikom), nato tudi z mednarodnimi smermi (fluxus), 1969 so težišče prenesli na konceptualne projekte, izvedene v naravnem okolju ter v navezavi na arte povera in land art, po 1970 so poudarjali duhovno naravo umetniškega dela. Po veliki razstavi konceptualne umetnosti 1971 v New Yorku skupina ni več razstavljala, njeno izročilo je nadaljeval Marko Pogačnik s skupino Družina v Šempasu, nekateri drugi člani so nadaljevali samostojno umetniško pot, tudi v tujini (Matanović, Nez).

## Zborniki
- Eva (1966),
- Pericarežeracirep (1969),
- Katalog I (1968),
- Katalog II (1969).